# Lipová (kraj ustecki)
Lipová – gmina w Czechach, w powiecie Děčín, w kraju usteckim.
1 stycznia 2017 gminę zamieszkiwały 584 osoby, a ich średni wiek wynosił 41,8 roku.